# Jaguar Mark V
Jaguar Mark V – luksusowy samochód produkowany przez brytyjską firmę Jaguar w latach 1948–1951. Następca modelu Mark IV. W samochodzie montowano dwa silniki rzędowe o sześciu cylindrach, 3,5 l oraz 2,7 l. Moc przenoszona była na koła tylne poprzez 4-biegową manualną skrzynię biegów.

## Dane techniczne

### Silnik (2,7 l)
- R6 2,7 l (2663 cm³), 2 zawory na cylinder, OHV
- Średnica × skok tłoka: 73,00 mm × 106,00 mm
- Stopień sprężania: 7,3:1
- Moc maksymalna: 103 KM (76 kW) przy 4600 obr./min

### Silnik (3,5 l)
- R6 3,5 l (3486 cm³), 2 zawory na cylinder, OHV
- Średnica × skok tłoka: 82,00 mm × 110,00 mm
- Stopień sprężania: 6,75:1
- Moc maksymalna: 122 KM (89,5 kW) przy 4500 obr./min
- Maksymalny moment obrotowy: 244 N•m przy 2300 obr./min

## Osiągi (3,5 l)
- Prędkość maksymalna: 146 km/h[1]
- Przyspieszenie 0-100 km/h: 20,4 s[1]